# Dogpile
Dogpile是一个元搜索引擎，該搜索引擎從Google、雅虎、Yandex、Microsoft Bing等搜索引擎抓取信息。

## 历史
Dogpile于1996年11月开始运营。 该网站由Aaron Flin，當時他对市場上常見的搜索引擎的结果感到不滿意，於是創建一個元搜索引擎。 
1999年8月，Dogpile被Go2net 收购。 2000年7月，Go2net被InfoSpace收购。 
2016年7月，InfoSpace被其母公司 Blucora 出售给 OpenMail，Dogpile因而成為OpenMail的一部分。  OpenMail 后来更名为 System1。 